# Mesochorus altissimus
Mesochorus altissimus is een vliesvleugelig insect (orde Hymenoptera) uit de familie van de gewone sluipwespen (Ichneumonidae). De wetenschappelijke naam van de soort werd in 1969 gepubliceerd door Constantineanu & Mustata.

## Homoniemen
Voor Mesochorus altissimus  Dasch, 1974 zie Mesochorus alberstonae Kittel, 2016